# Flottillenadmiral
Pour les articles homonymes, voir Amiral de flottille.

insigne

Flottillenadmiral, amiral de flottille en français, est un grade militaire utilisé dans les marines allemandes. 

## Description
C'est un grade d'officier général, noté OF-6 selon la classification OTAN. Il est situé entre le Kapitän zur See et le Konteradmiral.

## Equivalence
Il se trouve notamment son équivalent chez le contre-amiral français ou le commodore britannique.